# Yasuke
Yasuke (japanisch 弥助; * vermutlich in den 1550er Jahren; † vermutlich nach 1581) war ein Mann vermutlich afrikanischer Herkunft, der dem japanischen Daimyō Oda Nobunaga Anfang der 1580er Jahre als Gefolgsmann und Waffenträger diente.

## Theorien zur Herkunft und Jugend Yasukes
Laut der Histoire ecclésiastique des isles et royaumes du Japon, die Pater François Solier SJ 1627 verfasste, stammte Yasuke wohl aus Mosambik, so wie viele andere Afrikaner in Japan auch.
Yasuke war möglicherweise zunächst ein Sklave. Thomas Lockley vermutet, dass Yasuke als Kind versklavt und dann als Soldat nach Indien geschickt worden sein könnte. Dort habe er seine Freiheit erlangen können, bevor ihn der italienische Jesuitenmissionar Alessandro Valignano als Leibwächter und Kammerdiener in seine Dienste nahm.

## Yasuke in Japan
Yasuke kam 1579 im Gefolge Valignanos nach Japan. Im Rahmen der Missionsarbeit in Fernost gelangte Yasuke auch in die damalige japanische Hauptstadt Kyōto. Dort löste sein Erscheinungsbild im März 1581 bei der örtlichen Bevölkerung großes Erstaunen und tumultartige Szenen aus. Als Yasuke dem örtlichen Feudalherrn Daimyō Oda Nobunaga vorgestellt wurde, dachte dieser zunächst, Yasukes Haut sei mit schwarzer Tinte gefärbt. Nobunaga ließ daraufhin Yasukes Haut genauer untersuchen, um sich von ihrer Natürlichkeit zu überzeugen. Diese Überlieferung aus der zeitgenössischen Chronik Oda Nobunagas wird durch die Berichte des Jesuiten Fróis bestätigt. Darin heißt es: „Am 23. des 2. Monats (23. März 1581) kam ein schwarzer Page aus den christlichen Ländern. Der Mann wurde als robust, schwarz wie ein Stier und von gutem Charakter beschrieben.“ Es ist zu vermuten, dass Yasuke Japanisch sprechen konnte und unter anderem deshalb Nobunagas besonderes Interesse erweckte. Er erhielt schließlich einen eigenen Wohnsitz und wurde Nobunagas Waffenträger.
Nach der Schlacht von Tenmokuzan am 11. März 1582 inspizierte Nobunaga mit seinen Streitkräften, darunter Yasuke, das ehemalige Territorium des Takeda-Klans. Auf dem Rückweg traf er Tokugawa Ieyasu. Matsudaira Ietada, der Gefolgsmann Ieyasus, beschrieb Yasuke als „6 Shaku 2 Cun (6 Fuß 2 Zoll oder 188 cm). Er war schwarz und seine Haut war wie Holzkohle.“ Matsudaira sagte, dass er Yasuke genannt worden sei.
Im Juni 1582 wurde Nobunaga von der Armee Akechi Mitsuhides angegriffen und sah sich ob der ausweglosen Lage gezwungen, im Tempel Honnō-ji in Kyōto Seppuku (rituellen Selbstmord) zu begehen. Unmittelbar nach Nobunagas Tod schloss sich Yasuke Nobunagas Erben Oda Nobutada an, der seine Streitkräfte auf der Burg Nijō zu sammeln suchte. Yasuke kämpfte mit Nobutadas Männern, geriet dann aber in Gefangenschaft.
Als Yasuke Akechi vorgestellt wurde, äußerte der Kriegsherr angeblich, dass der schwarze Mann ein Tier und kein Japaner sei. Er solle deshalb nicht getötet, sondern zur christlichen Kirche in Kyōto gebracht werden. Allerdings bestehen Zweifel an der Glaubwürdigkeit dieser Überlieferung. Weitere schriftliche Informationen über Yasuke sind nicht überliefert.

## Mögliche Darstellungen in der Kunst

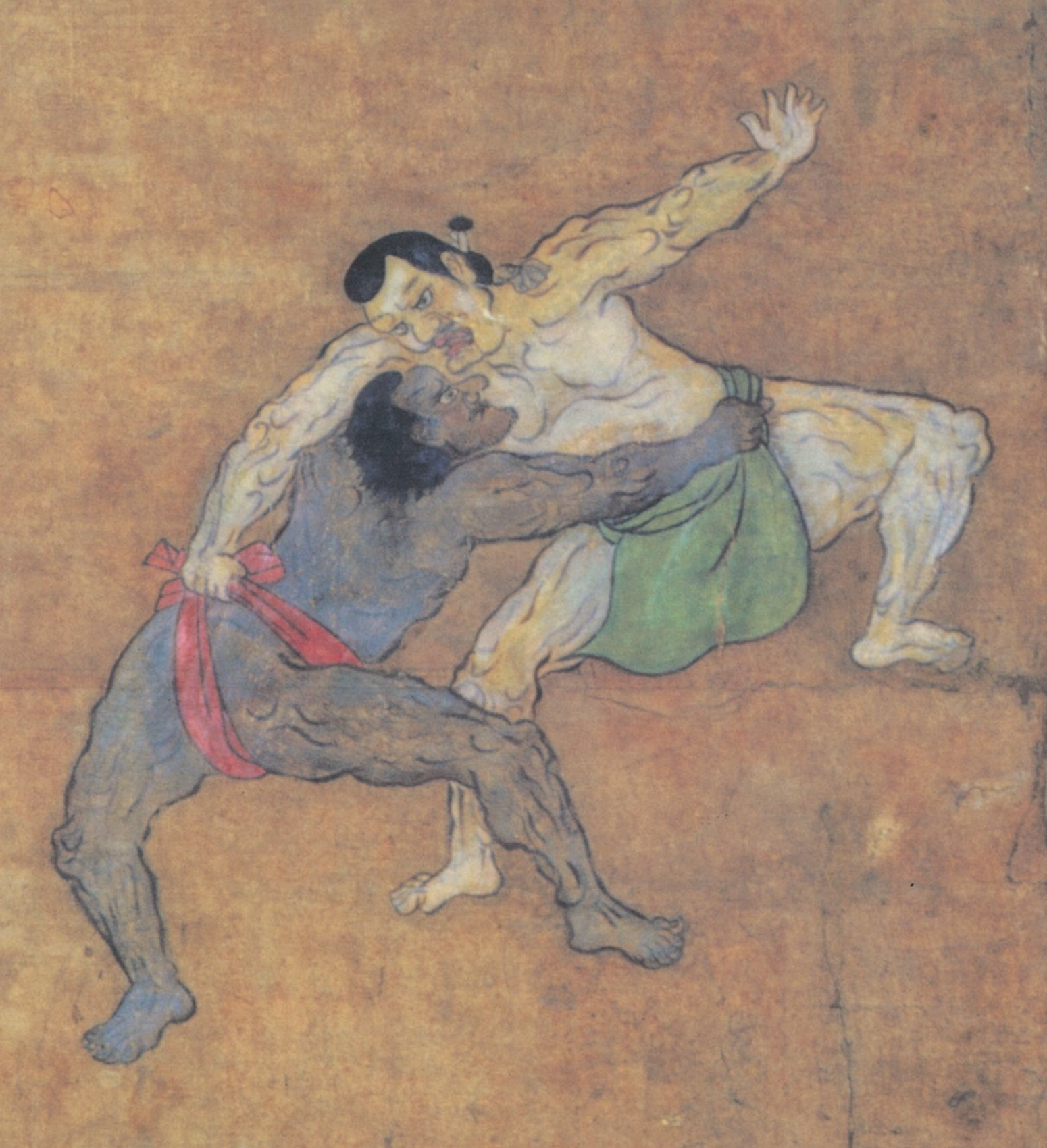
Schwarzer Sumō-Ringer, möglicherweise Yasuke

Es gibt kein bestätigtes zeitgenössisches Porträt von Yasuke.
Ein von einem Rimpa-Künstler in den 1590er Jahren angefertigter Schreibkasten (Suzuri-Bako) im Bestand des Caramulo-Museums in Portugal zeigt einen schwarzen Mann in hochwertiger Kleidung. Es ist möglich, dass es sich bei diesem Mann um Yasuke in portugiesischer Kleidung handelt.
Sumō Yūrakuzu Byōbu, 1605 von einem anonymen Künstler gemalt, zeigt einen dunkelhäutigen Ringer mit einem Japaner in Anwesenheit eines Samurai. Dieser Samurai soll Oda Nobunaga oder Toyotomi Hidetsugu sein. Nobunaga war bekannt für seine Begeisterung für Sumō und veranstaltete viele offizielle Wettkämpfe. Dieses Byōbu gehört dem Sakai City Museum.

## In der Populärkultur
- Kurosuke, Kinderbuch von Kurusu Yoshito, 1968[1][4]
- Yasuke ist ein Charakter im Videospiel Nioh (2017)[1][4]
- Yasuke ist ein Charakter im Videospiel Assassins Creed Shadows (2025)[6]
- Yasuke, Anime-Serie, Netflix, 2021[1][4]
- „African Samurai“; Craig Shreve; Roman, angelehnt an das Leben von Yasuke; 2024